# 茉奈佳奈
三倉茉奈（日语：／ Mikura Mana、1986年2月23日—）及三倉佳奈（日语：／ Mikura Kana、1986年2月23日—）是日本同卵雙胞胎姊妹演員及歌手。她們多數被暱稱為ManaKana。她們兩個於大阪府大阪市平野區出身。茉奈是姊姊，比佳奈早出生七分鐘。

## 音樂作品

### 單曲

#### 「ManaKana」名義
1. （1997年3月20日）
2. （1997年8月21日）
3. 大家來跳舞（おどるポンポコリン）（1998年7月1日）
4. （1998年7月1日）
5. 櫻桃小丸子（ちびまる子ちゃん）（1998年7月18日）

#### 「茉奈 佳奈」名義
1. （2007年1月31日）
2. Fighting Girl（2007年9月19日）
3. （2008年1月30日）
4. 生命之歌（いのちの歌）（2009年2月18日）
5. Mother（2010年4月21日）
6. （2011年2月23日）

### 專輯
1. （2009年1月14日）
2. （2009年8月12日）
3. （2010年3月31日）
4. Sweet Home（2011年4月6日[1]）